# Hypodiscus
Hypodiscus é um género botânico pertencente à família Restionaceae.